# 高松市立川添小学校
高松市立川添小学校（たかまつしりつ かわぞえしょうがっこう）は、香川県高松市東山崎町にある市立小学校。

## 概要
高松市の東部、川添地区のほぼ中央に位置する小学校である。

## 学校データ
- 児童数：406人（2016年度[1]）
- 児童愛称：

学校施設（2015年5月1日時点）
- 普通教室：23教室
- 特別教室：13教室
- 校舎面積：6,493m2
- 体育館面積：1,050m2

服装規定
- 制服：あり（通年必用）
- 防寒着：不明

## 歴史
1887年（明治20年）4月1日、習用小学校、元山簡易小学校、米山小学校、成達小学校を統合し川添村立水田尋常小学校として設立された。

### 年表
- 1887年（明治20年）4月1日 - 川添村立水田尋常小学校として設立。
- 1937年（昭和12年）8月31日 - 現在地に新校舎落成。
- 1938年（昭和13年）4月1日 - 川添村立川添尋常高等小学校と改称
- 1941年（昭和16年）4月1日 - 川添村立川添国民学校と改称。
- 1947年（昭和22年）4月1日 - 川添村立川添小学校と改称。
- 1956年（昭和31年）9月30日 - 高松市立川添小学校と改称。
- 1958年（昭和33年）7月24日 - プール竣工。
- 2004年（平成16年）4月1日 - 高松市立小中学校全校で3学期制を廃して2学期制を導入。
- 2013年（平成25年）4月1日 - 高松市立小中学校全校で3学期制に移行。

### 全校児童数の推移
川添小学校の児童数は2008年度頃まで増加傾向にあるが、2009年度頃からは減少傾向にある。
- 1999年度：405人
- 2000年度：424人（+19人）
- 2001年度：425人（+1人）
- 2002年度：426人（+1人）
- 2003年度：467人（+41人）
- 2004年度：463人（-4人）
- 2005年度：461人（-2人）
- 2006年度：478人（+17人）
- 2007年度：496人（+18人）
- 2008年度：515人（+19人）
- 2009年度：493人（-22人）
- 2010年度：478人（-15人）
- 2011年度：478人（±0人）
- 2012年度：452人（-26人）
- 2013年度：433人（-19人）
- 2014年度：402人（-31人）
- 2015年度：419人（+17人）
- 2016年度：406人（-13人）

## 教育目標
豊かな感性と知性を持ち、心身ともにたくましい児童を育てる。
児童像
- やさしい子
- よく考える子
- たくましい子

## 通学区域
通学区域は高松市川添地区の全域並びに林地区の一部。
- 高松市
  - 元山町
  - 東山崎町
  - 下田井町
  - 六条町（156番地、157番地、201番地、202番地）

## 進学先中学校
- 高松市立協和中学校

## 校区内の主な施設
- 国道11号高松東バイパス（さぬき夢街道）
- 香川県道10号高松長尾大内線バイパス（さぬき東街道）
- ことでん長尾線元山駅 - 水田駅
- マルナカ水田店
- マルヨシセンター水田店
- DCMダイキ水田店
- フレスポ高松
  - 宮脇書店フレスポ高松店
  - ラ・ムー高松東店
  - マツモトキヨシフレスポ高松店
  - ダイソーフレスポ高松店
  - モスバーガーフレスポ高松店
  - カラオケ本舗まねきねこ高松東山崎店
  - スーパーオートバックス高松中央

## 交通
- ことでん長尾線水田駅より徒歩3分（0.3km）